# Mike Hammer
Mike Hammer, diminutivo di Michael Hammer, è un investigatore hard boiled immaginario creato dall'autore statunitense Mickey Spillane nel libro del 1947 Ti ucciderò. Dal romanzo furono tratti due film, rispettivamente nel 1953 e nel 1982.

## Personaggio
Mentre i detective pulp come Sam Spade e Philip Marlowe sono disillusi e cinici, Hammer è per molti versi l'"uomo duro" archetipico: è brutalmente violento, misogino, e alimentato da una rabbia genuina che non affligge mai gli eroi di Raymond Chandler o di Dashiell Hammett. Ne Il colpo gobbo Hammer si descrive ad una barista come un misantropo.
Mentre altri eroi duri piegano e manipolano la legge, Hammer la tiene in totale disprezzo, vedendola come nient'altro che un impedimento per la giustizia, l'unica virtù che tenga in assoluta stima. Tuttavia, diversamente da molti detective privati immaginari, Hammer ha un forte rispetto per la maggioranza dei poliziotti, rendendosi conto che hanno un compito difficile e che le loro mani sono frequentemente legate dalla legge quando tentano di fermare i criminali. Hammer non ha tali vincoli.
Mike Hammer è un investigatore privato senza regole, veterano della battaglia di Guadalcanal, che porta una 45 Colt M1911 chiamata "Betsy" in una fondina ascellare sotto il braccio sinistro. Il suo amore per la sua segretaria Velda è superato solo dal suo odio per gli assassini, che è sempre pronto ad uccidere. Il miglior amico di Hammer è Pat Chambers, capitano della Omicidi del Dipartimento di Polizia di New York.
Hammer nutre anche sentimenti visceralmente patriottici e anticomunisti. I romanzi sono disseminati di commenti di Hammer a sostegno delle truppe americane in Corea e, in Sopravvivenza zero, in Vietnam. In Tragica notte, dove Hammer assiste ad un raduno comunista in un parco, la sua reazione alla propaganda dell'oratore è un sarcastico "Sììì".
Per quanto riguarda la violenza, i romanzi di Hammer lasciano poco all'immaginazione. Scritto in prima persona, Hammer descrive i suoi incontri violenti con gusto. In tutti i romanzi tranne alcuni, le vittime di Hammer sono spesso abbandonate mentre vomitano dopo un colpo allo stomaco o all'inguine.
Il necrologio di Spillane pubblicato sul Washington Times diceva di Hammer: "In maniera simile all'Ispettore Callaghan di Clint Eastwood, Hammer era un solitario cinico, sprezzante verso il 'noioso processo' del sistema legale, che sceglie invece di far rispettare la legge alle sue condizioni."
Dopo la morte di Spillane nel 2006, Max Allan Collins, amico ed esecutore testamentario, iniziò a completare e pubblicare gli scritti inediti di Spillane, compresi diversi romanzi e racconti in cui compare Mike Hammer.

## Romanzi

### Romanzi di Mickey Spillane
- 1947, Ti ucciderò (I, the Jury), Collana Serie Gialla n.2, Garzanti, 1953.
- 1950, Una ragazza e una pistola (My Gun is Quick), Collana Serie Gialla n.56, Garzanti, 1956.
- 1950, La vendetta è mia (Vengeance is Mine), stampato nel 1954 nella collana Serie Gialla Garzanti con il numero 34.
- 1951, Tragica notte (One Lovely Night...), Collana Serie Gialla n.5, Garzanti, 1953.
- 1951, Il colpo gobbo (The Big Kill), Collana Serie Gialla n.10, Garzanti, 1953.
- 1952, Bacio mortale (Kiss Me, Deadly), Collana Serie Gialla n.52, Garzanti, 1955.
- 1962, Cacciatori di donne (The Girl Hunters), Collana Serie Gialla n.243, Garzanti, 1963.
- 1964, Il morso del serpente (The Snake), Collana Gialli n.13, Garzanti, 1964.
- 1966, Piccolo mostro (The Twisted Thing, scritto nel 1948), Collana Garzanti per tutti n.103, 1967.
- 1967, Il club del vizio (The Body Lovers), Garzanti, 1969.
- 1970, Sopravvivenza zero (Survival...Zero!), Garzanti, 1971.
- 1989, L'uomo che uccide (The Killing Man), Collana Mystbooks, 1990; Collana Il Giallo Mondadori, 1991.
- 1996, Vicolo oscuro (Black Alley), Collana Il Giallo Mondadori, 2015.

### Romanzi di Mickey Spillane e Max Allan Collins
- 2008, La reliquia che scotta (The Goliath Bone), stampato nel 2009 nella collana Il Giallo Mondadori.
- 2010, The Big Bang
- 2011, Kiss Her Goodbye
- 2012, Lady, Go Die [cronologicamente segue I, the Jury]
- 2013, Complex 90 [cronologicamente segue The Snake]
- 2014, King of the Weeds [cronologicamente segue The Killing Man]
- 2015, Kill Me, Darling [cronologicamente segue Kiss Me, Deadly]
- 2016, Murder Never Knocks
- 2017, The Will to Kill
- 2018, Killing Town [cronologicamente precede I, the Jury]
- 2019, Murder, My Love (annunciato)
- 2020, Masquerade for Murder (annunciato)

## Racconti

### Racconti di Mickey Spillane
- The Night I Died [scritto nel 1953 ma pubblicato nel 1998 nell'antologia Private Eyes nel 1998]
- The Duke Alexander [scritta all'incirca nel 1956, pubblicato in Byline: Mickey Spillane nel 2004]
- The Killing Man [apparso sulla rivista Playboy nel dicembre 1989, trasformato in romanzo; ripubblicato nel 2004 in Byline: Mickey Spillane]
- Black Alley [apparso sulla rivista Playboy nel dicembre 1996, trasformato in romanzo; ripubblicato nel 2004 in Byline: Mickey Spillane]

### Racconti di Mickey Spillane con Max Allan Collins
- The Big Switch, 2008
- A Long Time Dead, 2010
- Grave Matter, 2010
- Skin, 2012
- So Long, Chief, 2013
- It's in the Book, 2014
- Fallout, 2015
- A Dangerous Cat, 2016
- A Long Time Dead: A Mike Hammer Casebook, 2016 [antologia degli 8 racconti di Spillane completati e pubblicati da M. A. Collins tra il 2008 e il 2016]; col titolo La legge di Mike Hammer, trad. Mauro Boncompagni, Collana Il Giallo Mondadori Classici oro n.8, luglio-agosto 2018, ISBN 978-88-520-8823-0

## Adattamenti
I libri della serie di Hammer hanno ispirato parecchi film e serie radiofoniche e televisive. L'attore più strettamente identificato con il personaggio è stato Stacy Keach, che interpretò Hammer in una serie televisiva della CBS, Mickey Spillane's Mike Hammer (trasmessa in Italia con il titolo Mike Hammer investigatore privato), che durò dal 1984 al 1987 e fu riproposta per il circuito delle emittenti locali nel 1997-1998. Una precedente versione, trasmessa originariamente nel 1957-1958, aveva come protagonista Darren McGavin nella parte di Hammer. Spillane stesso interpretò Hammer in un adattamento cinematografico del 1963, Cacciatori di donne. Spillane comunque preferì per interpretarlo l'ex Marine ed ex ufficiale della polizia di Newburgh (New York) Jack Stang, sul quale aveva basato il personaggio stesso. Stang recitò con Spillane nel film del 1953 La mia legge (adattamento cinematografico del già citato romanzo Ti ucciderò) ed in quello del 1954 Il circo delle meraviglie.

### Serie radiofoniche
Una serie radiofonica intitolata That Hammer Guy (letteralmente: "Quel tale Hammer") fu trasmessa dal gennaio all'ottobre 1953 dall'emittente Mutual Broadcasting System, interpretata da Larry Haines nel ruolo di Hammer e da Jan Miner come voce di molti personaggi
femminili nello spettacolo. Era scritta da Ed Adamson e diretta da Richard Lewis.

### Serie televisive
Ci sono stati varie serie televisive televisivi basate sulle imprese di Mike Hammer.
- 1954, fu sviluppato un episodio pilota televisivo interpretato da Brian Keith, che era scritto e diretto da Blake Edwards, ma che poi non fu proseguito.[2]
- 1958 - 1960, Mike Hammer (interpretata da Darren McGavin).
- gennaio 1984 - gennaio 1985, Mickey Spillane's Mike Hammer (interpretata da Stacy Keach).
- settembre 1986 - maggio 1987, The New Mike Hammer (interpretata da Stacy Keach).

Queste due serie furono trasmesse anche in Italia con il titolo Mike Hammer investigatore privato, prima su Rete 4 e Italia 1 dal 1985 e poi in replica su LA7 dal 2009.
- settembre 1997 - giugno 1998, Mike Hammer, Private Eye (interpretata da Stacy Keach).

### Film
- 1953, La mia legge (I, the Jury) (United Artists).

Filmato in 3-D e interpretato da Biff Elliot nella parte di Mike Hammer.
- 1955, Un bacio e una pistola (Kiss Me Deadly) (United Artists).

Robert Aldrich era il regista, Ralph Meeker fu scelto per la parte di Hammer, mentre Maxine Cooper interpretava Velda, la segretaria/compagna sexy di Hammer.
- 1957, Una ragazza e una pistola (My Gun Is Quick) (United Artists).

Robert Bray fu scelto per la parte di Hammer, il che fece sì che la maggior parte della violenza provenisse dal delinquente piuttosto che dal detective.
Il film incassò 308.000 dollari, con un totale di 602 dollari all'estero.
- 1963, Cacciatori di donne (The Girl Hunters) (Colorama Features).

In questo film a Mickey Spillane fu offerta la rara opportunità di interpretare la propria creatura. Questa è una delle poche occasioni nella storia del cinema in cui il creatore di un personaggio letterario fu poi ingaggiato per impersonarlo in un film. Il produttore Robert Fellows e Spillane progettarono di far seguire il film con l'adattamento del romanzo Il morso del serpente (The Snake), ma l'idea non si concretizzò mai.
- 1981, Margin for Murder (film per la TV).

Kevin Dobson interpreta Hammer in questo film realizzato per la TV.
- 1982, Io, la giuria (I, the Jury) (20th Century Fox).

Armand Assante interpreta Hammer in questa seconda versione tratta dal romanzo Ti ucciderò del 1947.
- 1994, Come Die with Me (Fox).

Rob Estes interpreta Hammer in questo film per la TV. Pamela Anderson interpreta la sua segretaria Velda.
- 2003, Mike Hammer: Song Bird (2003) (V) – una raccolta direct-to-video degli episodi del 1998 di Mike Hammer, Private Eye intitolati "Songbird: Part 1" e "Songbird: Part 2", dove Stacy Keach interpretava Mike Hammer e Shannon Whirry la sua segretaria Velda.

### Fumetti
Una striscia a fumetti di breve durata con protagonista Mike Hammer fu distribuita dalla Phoenix Features Syndicate dal 1953 al 1954. Era intitolata From the Files of... Mike Hammer ("Dagli archivi di... Mike Hammer") ed era scritta da Spillane, Ed Robbins e Joe Gill, con disegni di Ed Robbins. Raccolte della striscia furono pubblicate negli anni Ottanta.

### Altri media e riferimenti
- Una versione in audiolibro del romanzo di Spillane Black Alley, letta dall'attore Stacy Keach (che è anche un apprezzato doppiatore), fu distribuita dalla Penguin Audio il 1º novembre 1996.
- Romanzi dove compare Hammer vengono citati parecchie volte in Star Trek: Deep Space Nine. Sia Odo che Miles O'Brien erano infatti grandi fan del personaggio.
- Anche il film The Hebrew Hammer fa un riferimento a Mike Hammer.
- La serie televisiva giapponese Detective Mike ha come protagonista un giovane detective chiamato 'Hama Mike' (la pronuncia giapponese di 'Mike Hammer').
- Il videogioco del 1986 Killed Until Dead della Artech Digital Entertainment mostra caricature di personaggi famosi compreso un "Mike Stammer".
- Nel 2008, Stacy Keach riprese il ruolo per una miniserie audio intitolata The New Adventures of Mickey Spillane's Mike Hammer, che ottenne anche una candidatura agli Audie Awards, i premi per i migliori audiolibri. Entrambi i due episodi della serie, Dangerous Days e Oil and Water, furono scritti da M. J. Elliott e prodotti con cast, musica ed effetti sonori completi nello stile dei drammi radiofonici da Carl Amari del Falcon Picture Group e distribuiti dalla Blackstone Audio, Inc.
- Nel 2009, Stacy Keach recitò nel Volume 2 de The New Adventures of Mickey Spillane's Mike Hammer. Questo volume conteneva una storia di 2,5 ore intitolata The Little Death scritta in esclusiva per la versione audio ad opera di Max Allan Collins da una storia di Mickey Spillane e dello stesso Max Allan Collins. Il Volume 3 è in lavorazione.
- L'album Spillane di John Zorn è un omaggio a Mickey Spillane, che utilizza citazione di Mike Hammer con la voce di John Lurie.